# محمد دشمن‌زیار
ابوجعفر محمد بن رستم دشمنزیار (۳۹۸ تا ۴۳۳ ق / ۳۸۶–۴۲۰ خورشیدی») ملقب به علاءالدوله حسام‌الدین، پسر رستم بن مرزبان دشمنزیار معروف به دشمنزیار بود. وی نخست از اسپهبدان اصفهان بود اما پریشانی‌های سیاسی و نظامی ایران که ناشی از ضعف روزافزون امیران آل بویه و فزونی قدرت غزنویان در شرق و شمال ایران بود، همراه با تأسیس دولت‌های کوچک مستقل و نیمه مستقلی چون آل مسافر و آل حسنویه در غرب، و پاره‌ای از خاندان‌های کهن‌تر دیلمی در شمال، سبب شد که «محمد رستم دشمنزیار» نیز مدعی استقلال شود دولت کاکوییان را در اصفهان بنیان نهاد و بنام خود در اصفهان سکه زد. خلیفه عباسی القادر بالله در سال ۳۹۷ خورشیدی حکومت وی را به رسمیت شناخت. پس از مرگ وی در سال ۴۳۳ خورشیدی فرزندش ابومنصور فرامرز به جای وی به اسپهبدی اصفهان رسید.

## رسیدن به اسپهبدی اصفهان
پدرش، رستم بن مرزبان، از آل باوند خال (دايی=كاكو) مجدالدوله دیلمی بود و خودش کاکوزادهٔ «مجدالدوله دیلمی» محسوب می‌شد و برای همین در دستگاه فخرالدوله دیلمی پسر کاکویه خوانده می‌شد. رستم بن مرزبان از سرکردگان دیلمی در سپاه فخرالدوله بود و تا هنگام مرگ «حدود سال ۳۸۸ خورشیدی» در دربار سیده خاتون به عنوان برادر ملکه، کاردار دربار بود و چندی هم اسپهبدی شهریارکوه تبرستان را داشت. محمد دشمنزیار هم از جانب ملک خاتون به نیابت عین الدوله خردسال، اسپهبدی اصفهان و ولایت جبال را داشت.
در کشمکشی که بین سیده خاتون با پسرش مجدالدوله دیلمی درگرفت و منجر به فرار مادر و رفتنش نزد بدر بن حسنویه شد، پسر کاکویه هم به بهاء الدوله دیلمی پیوست (۳۸۵ خورشیدی)، اما در پی بازگشت سیده، دوباره به اسپهبدی اصفهان رسید. وی که همزمان سپهسالار ملک خاتون و مورد اعتماد تام او بود، در رفع اغتشاش‌هایی که در ولایت جبال روی می‌داد، کمک‌های قابل ملاحظه‌ای به سیده ملک خاتون کرد.

## علاقه‌مندی به گسترش دانش
دربار علاءالدوله محمد، مشوق امرا و دانشمندان بود و فیلسوف نامدار ایرانی، ابن سینا تا هنگام مرگ وزارت او را داشت. دانشنامه علایی نوشتهٔ ابن سینا و نیز نزهت‌نامه علایی نوشتهٔ شهمردان بن ابی‌الخیر رازی، هردو به علاءالدوله تقدیم شده‌است.
نام علاء الدوله، مخصوصاً به سبب دانشنامه علایی اثر ابن سینا و نزهت‌نامه علایی اثر شهمردان بن ابی الخیر رازی که به نام وی نگاشته شده‌است، پایدار ماند. با این همه خود وی به سبب حمایت از ابن سینا و علاقه به فلسفه نزد متشرعه اهل سنت، فاسد الاعتقاد خوانده می‌شد.

## چیرگی بر همدان
آن گونه که سکه‌های وی با القاب علاء الدوله، عضد الدین فخر الدوله و تاج المله نشان می‌دهد، در مدت فرمانروایی در نواحی جبال، ولایات بین همدان و شاپور خواست و کرمانشاهان مکرر تحت فرمان وی قرار می‌گرفت. در ماجرای گرفتاری‌های شمس الدوله که به دنبال لشکرکشی به ری با شورش ترکان سپاه مواجه شد، وی به شاهزاده دیلمی کمک کرد، اما در سال ۴۰۲ خورشیدی به یاری فرهاد پسر مرداویج اسپهبد بروجرد با سماءالدّولهٔ دیلمی امیر همدان درگیر شد و پس از چندین نبرد، همدان را تصرف کرد؛ و بدین گونه همدان و توابع آن را هم ضمیمه قلمرو خویش کرد. در سال‌های بعد، قوای متحد اسپهبد طبرستان و منوچهر بن قابوس را که به ولایت جبال لشکر کشی کرده بودند، مغلوب ساخت و بی آن که با دربار مجدالدوله قطع ارتباط کند در قسمت عمده ولایات جبال قدرت مستقل یافت.

## غلبه محمود غزنوی بر ری
در غلبه محمود غزنوی بر ری در سال ۴۰۸ خورشیدی با آن که علاء الدوله هم در اصفهان خطبه به نام سلطان کرد، اما ولایت وی از تعرض مسعود غزنوی در امان نماند، و خود او به اهواز نزد باکالیجار گریخت. اما مسعود، در حرکت به خراسان ناچار شد در برابر پرداخت مالی که وی به عهده گرفت امارت او را در ولایت جبال تأیید کند. علاء الدوله هم با استفاده از گرفتاری‌های مسعود از پرداخت مال ضمان خود داری کرد و چندین بار با سپاه مسعود غزنوی وی درگیری داشت و غالباً با وجود شکست از سپاه خراسان، بخاطر گرفتاری‌های مسعود با ترکمانان، موفق به تحکیم قدرت در ولایات جبال می‌شد. در سال «۴۲۹ ق / ۱۰۳۸ م» برای مقابله با حمله‌های سپاه مسعود، حصاری محکم بر گرد اصفهان کشید.